# Narthecius arizonicus
Narthecius arizonicus là một loài bọ cánh cứng trong họ Laemophloeidae. Loài này được Dajoz miêu tả khoa học năm 1992.